# Конопницка (кратер)
Вижте пояснителната страница за други значения на Конопницка.
Конопницка (на английски: Konopnicka) е ударен кратер разположен на планетата Венера. Той е с диаметър 20,1 km, и е кръстен на Мария Конопницка – полска поетеса.